# Девід Маккре
Девід Маккре (англ. David McCrae, 24 лютого 1901, Брідж-оф-Веїр — 24 жовтня 1976) — шотландський футболіст, що грав на позиції нападника.
Виступав, зокрема, за клуб «Сент-Міррен», а також національну збірну Шотландії.
Володар Кубка Шотландії.

## Клубна кар'єра
У дорослому футболі дебютував 1923 року виступами за команду «Сент-Міррен», в якій провів одинадцять сезонів. 
Завершив ігрову кар'єру у команді «Квін оф зе Саут», за яку виступав протягом 1934—1935 років.

## Виступи за збірну
1929 року дебютував в офіційних матчах у складі національної збірної Шотландії.
Загалом протягом кар'єри в національній команді, яка тривала 1 рік, провів у її формі 2 матчі.
Помер 24 жовтня 1976 року на 76-му році життя.

## Титули і досягнення
- Володар Кубка Шотландії (1):

«Сент-Міррен»: 1925-1926